# Crameria istsariensis
Crameria istsariensis är en fjärilsart som beskrevs av Stoneham 1963. Crameria istsariensis ingår i släktet Crameria och familjen nattflyn. Inga underarter finns listade i Catalogue of Life.